# Gamasiphis denticus
Gamasiphis denticus är en spindeldjursart som beskrevs av Hafez och Abdul Halim Nasr 1979. Gamasiphis denticus ingår i släktet Gamasiphis och familjen Ologamasidae. Inga underarter finns listade i Catalogue of Life.